# Witica
Genre
Synonymes
- Salassia Gétaz, 1893 nec Folin, 1871
- Physiola Simon, 1895
- Salassina Simon, 1895

Witica est un genre d'araignées aranéomorphes de la famille des Araneidae.

## Distribution
Les espèces de ce genre se rencontrent en Amérique tropicale.

## Liste des espèces
Selon World Spider Catalog (version 23.5, 13/11/2022) :
- Witica cayanus (Taczanowski, 1873)
- Witica crassicauda (Keyserling, 1865)

## Systématique et taxinomie
Ce genre a été décrit par O. Pickard-Cambridge en 1895 dans les Epeiridae.
Physiola a été placé en synonymie par Simon en 1898.
Salassia Gétaz, 1893, préoccupé par Salassia Folin, 1871, remplacé par Salassina par Simon en 1895, a été placé en synonymie par Levi en 1986.

## Publication originale
- O. Pickard-Cambridge, 1895 : « Arachnida. Araneida. » Biologia Centrali-Americana, Zoology, vol. 1, p. 145-160 (texte intégral).